# Lydia Brennan
Lydia Brennan (* 7. Dezember 2008) ist eine irische Tennisspielerin.

## Karriere
Lydia Brennan spielt bislang hauptsächlich Turniere der ITF Women’s World Tennis Tour, wo sie bisher aber keinen Titel gewinnen konnte.
2024 bestritt sie im August ihr erstes Einzel beim W15 Dublin. Im Oktober stand sie mit ihrer Schwester Erica im Halbfinale im Doppelwettbewerb des W35 Seville.